# Пасифея
Пасифея или още Пасифая, Пазифая (на старогръцки: Πασιφάη) в древногръцката митология е дъщеря на Хелиос и нимфата Персеида. Съпруга е на критския цар Минос и сестра на царя на Колхида Еет, на нимфата Калипсо (владетелка на Огигия) и на вълшебницата Кирка. 
От Минос тя е майка на Ариадна, Главк, Девкалион, Федра и Андрогей.
Освен това е и майка на съществото, известно като Минотавър (обитател на двореца Лабиринт). Предвид произхода и положението на Пасифая е възможно е този мит да е свързан с тотем, пред който се прекланят жителите на Таврида или на Таврийските планини. В Близкия изток и в Южното Средиземноморие в ролята на тотем-покровител често се намира бик („небесния бик“ в шумерската митология или гръцкия мит за превръщането на Зевс в бик и отвличането от негова страна на финикийската принцеса Европа през морето).
Според легендата за нея, Пасифая се влюбва в гигантски бял бик, който излиза от морето по волята на бога на моретата Посейдон, като потвърждение за богоизбраността на Минос. Царят обещава да принесе в жертва на божеството това животно, но после се съблазнява от красотата му и се опитва да направи заместващо жертвоприношение, с което разгневява Посейдон, което е и причината у царицата да пламне такава страст към бика, че всячески да се стреми към съвокупление с него. Като причинителка на любовта на Пасифая към Критския бик в митологията е посочвана Афродита, която има за това особена причината - Хелиос я издава на съпруга й Хефест, че му изневерява с Арес, бог на войната. С помощта на Дедал, Пасифая успява да осъществи желанието си и после ражда полу-човек, полу-бик.
Пасифая се извява и като вещица. С помощта на особено зловеща магия, тя успява да направи така, че съпругът й Минос да не смее да й изневерява (към което той има подчертана наклонност) - в телата на любовниците му спермата му се превръща в отровни змии и скорпиони. Избавен е от това от друга известна вълшебница - Прокрида - който го съветва да се изпразни в пикочния мехур на коза, а след това  - и в самата Пасифая.